# Północnoosetyjski Obwód Autonomiczny
Północnoosetyjski Obwód Autonomiczny, Północnoosetyjski OA (ros. Северо-Осетинская автономная область, oset. Цӕгат Ирыстоны AО) – obwód autonomiczny w Związku Radzieckim, istniejący w latach 1924–1936, wchodzący w skład Rosyjskiej Federacyjnej Socjalistycznej Republiki Radzieckiej.
Północnoosetyjski OA został utworzony 7 lipca 1924 r., wraz ze zlikwidowaniem Górskiej ASRR, z części jej obszarów. Tworzenie autonomicznych jednostek terytorialnych dla mniejszości narodowych było częścią polityki tzw. korienizacji, tj. przyznawania autonomii mniejszościom narodowym zamieszkującym obszary dawnego imperium, poprzednio dyskryminowanym i rusyfikowanym przez carat. 
5 grudnia 1936 r. okręg został zlikwidowany – poprzez zmianę statusu tej autonomicznej jednostki administracyjnej, tj. podniesienie jej rangi i poszerzenie zakresu autonomii utworzono Północnoosetyjską Autonomiczną Socjalistyczną Republikę Radziecką.
 Informacje nt. położenia, gospodarki, historii, ludności itd. Północnoosetyjskiego Obwodu Autonomicznego znajdują się w: artykule poświęconym Osetii Północnej-Alanii, jak obecnie nazywa się autonomiczna rosyjska republika, będąca prawną kontynuacją Obwodu.